# Palais de Caserte
Le palais royal de Caserte (en italien : Reggia di Caserta) est une ancienne résidence royale située à Caserte, près de Naples, construite pour les souverains de la maison de Bourbon-Siciles.
Évocation du siècle des Lumières, à la charnière de l'architecture baroque et du néo-classicisme, le domaine s'intègre au paysage naturel campagnais, et représente, en volume, la plus grande résidence royale au monde : avec plus de 1 200 pièces réparties sur 5 étages, le palais atteint 2 000 000 m3 et s'étend sur plus de 61 000 m2.
Depuis 1997, l'ensemble monumental qui réunit le grand palais, son parc et ses jardins, mais aussi une partie naturelle boisée, des pavillons de chasse et un complexe industriel pour la production de la soie, a été proclamé patrimoine de l'humanité par l'UNESCO.

## Histoire

### Genèse et construction d'un rêve

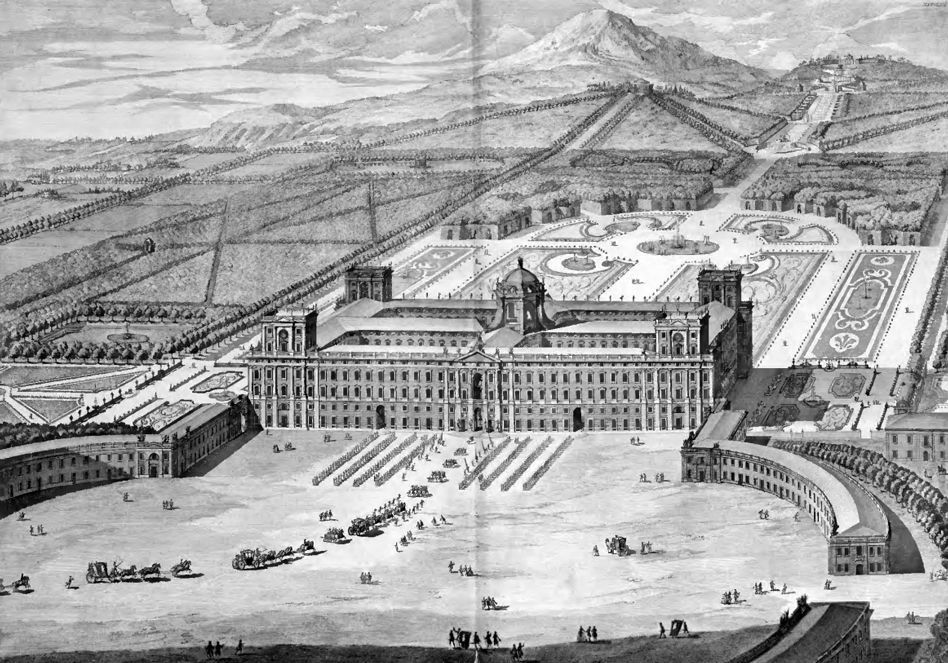
Vue du projet initial de Luigi Vanvitelli pour Caserte.

Désireux de construire un palais qui pourrait rivaliser en magnificence avec Versailles, modèle palatial de toute l'Europe régnante et œuvre de son arrière-grand-père Louis XIV, Charles de Bourbon, alors roi de Naples et de Sicile, se tourne en 1751 vers Caserte, lieu où il possède déjà un pavillon de chasse et qui lui rappelle le paysage de San Ildefonso en Espagne. La tradition veut que son choix se soit porté sur la ville parce que, loin du Vésuve et de la mer, elle garantit une protection en cas d'éruption du volcan et contre les incursions ennemies.
Le palais se veut le symbole du nouveau régime bourbonien : il doit matérialiser la puissance et la magnificence, tout en incarnant l'efficacité et la rationalité. Charles envisage également un plan politique plus vaste : à l'image de Versailles, il s'agirait de déplacer à Caserte non seulement la cour, mais aussi les principales structures administratives de l'État, tout en reliant le palais à la capitale, Naples, par une avenue monumentale de plus de vingt kilomètres. Ce plan ne fut cependant jamais réalisé.
Charles supervise lui-même l'élaboration des plans par son architecte Luigi Vanvitelli et se montre très ému par les premières propositions qui lui sont montrées. La pose de la première pierre, le 20 janvier 1752, se déroule le jour de son trente-sixième anniversaire et les travaux avancent dans un premier temps rapidement. Cependant, le souverain ne verra jamais la réalisation de son rêve, puisqu'il abdique en 1759 pour ceindre la couronne espagnole.
Son fils et successeur sur les trônes de Naples et de Sicile, le futur Ferdinand Ier des Deux-Siciles, n'a alors que huit ans, et au sein du conseil de régence, Bernardo Tanucci et Domenico Cattaneo jugent le projet trop coûteux. En 1764 et 1765, le chantier est même arrêté par une épidémie de choléra et une famine.
En 1767, après la majorité de Ferdinand et à la suite de l'éruption du Vésuve qui avait menacé le palais royal de Portici, les travaux de Caserte prennent un nouvel élan, avec une augmentation du budget alloué.
Deux ans plus tard, lors du carnaval de 1769, Ferdinand et sa nouvelle épouse, la reine Marie-Caroline d'Autriche, inaugurent le premier espace intérieur du palais : le théâtre royal. C'est le seul projet achevé que verra Luigi Vanvitelli, qui s'éteint quelques années plus tard, en 1773. Son fils, Carlo Vanvitelli, reprend la direction du chantier et, tout en demeurant fidèle aux plans initiaux, revoit à la baisse les ambitions architecturales de son père.

### Court apogée du palais

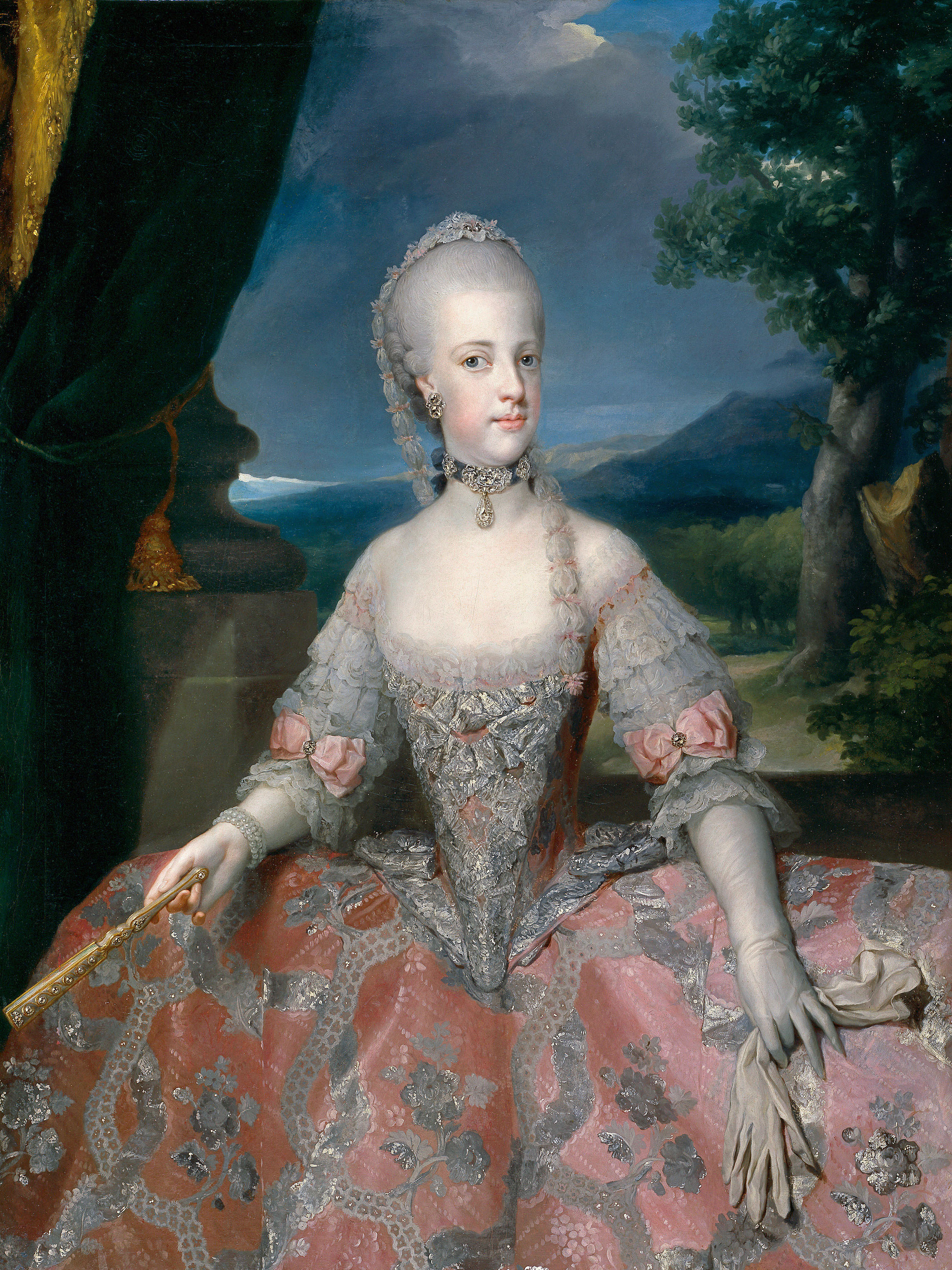
La reine Marie-Caroline.

Quelques années plus tard, le 7 octobre 1780, près de trente ans après le début du chantier, la famille royale et la cour peuvent enfin s'installer dans un palais qui est encore loin d'être achevé. Cependant, ne voulant pas attendre que les chambres du roi et de la reine soient prêtes, Ferdinand IV et Marie-Caroline décident d'habiter aussitôt les appartements initialement destinés aux princes. La reine entreprend de décorer Caserte, réunissant notamment une importante galerie d'art et une grande collection de porcelaine.
Le chantier se poursuit tout au long de la décennie : les décors des appartements royaux sont achevés en 1784, la chapelle palatine est inaugurée pour les fêtes de Noël de la même année et, cinq ans plus tard, en 1789, l'économiste Giuseppe Maria Galanti estime que les travaux ont déjà coûté sept millions de ducats et que plus de deux mille personnes y sont employées.
Toutefois, le couple royal ne profitera que relativement peu de temps de Caserte, la cour ne s'y installera jamais de façon permanente et le palais ne sera jamais occupé à plus de son quart au XVIIIe siècle.
En effet, en décembre 1798, alors que l'armée française d'Italie marche sur Naples et peu avant que ne soit proclamée la République parthénopéenne, la famille royale, expropriée de Caserte, s'embarque sur le HMS Vanguard de l'amiral Nelson et se réfugie à Palerme. L'éphémère république sœur est vite écrasée et Ferdinand regagne Naples, mais au début de l'année 1806, face à l'avancée des armées françaises, il doit à nouveau fuir pour la Sicile.

Cependant, les travaux de construction et d'embellissement du palais se poursuivent sous les règnes de Joseph Bonaparte et de Joachim Murat, comme le souligne l'écrivain Stendhal, qui livre un jugement en demi-teinte à propos de Caserte : 
« Je viens de faire trente milles inutiles. Caserte n'est qu'une caserne dans une position aussi ingrate que Versailles. À cause des tremblements de terre, les murs ont cinq pieds d'épaisseur : cela fait, comme à Saint-Pierre, qu'on y a chaud en hiver et frais en été. Murat a essayé de faire finir ce palais : les peintures sont encore plus mauvaises qu'à Paris, mais les décors sont plus grandioses. »

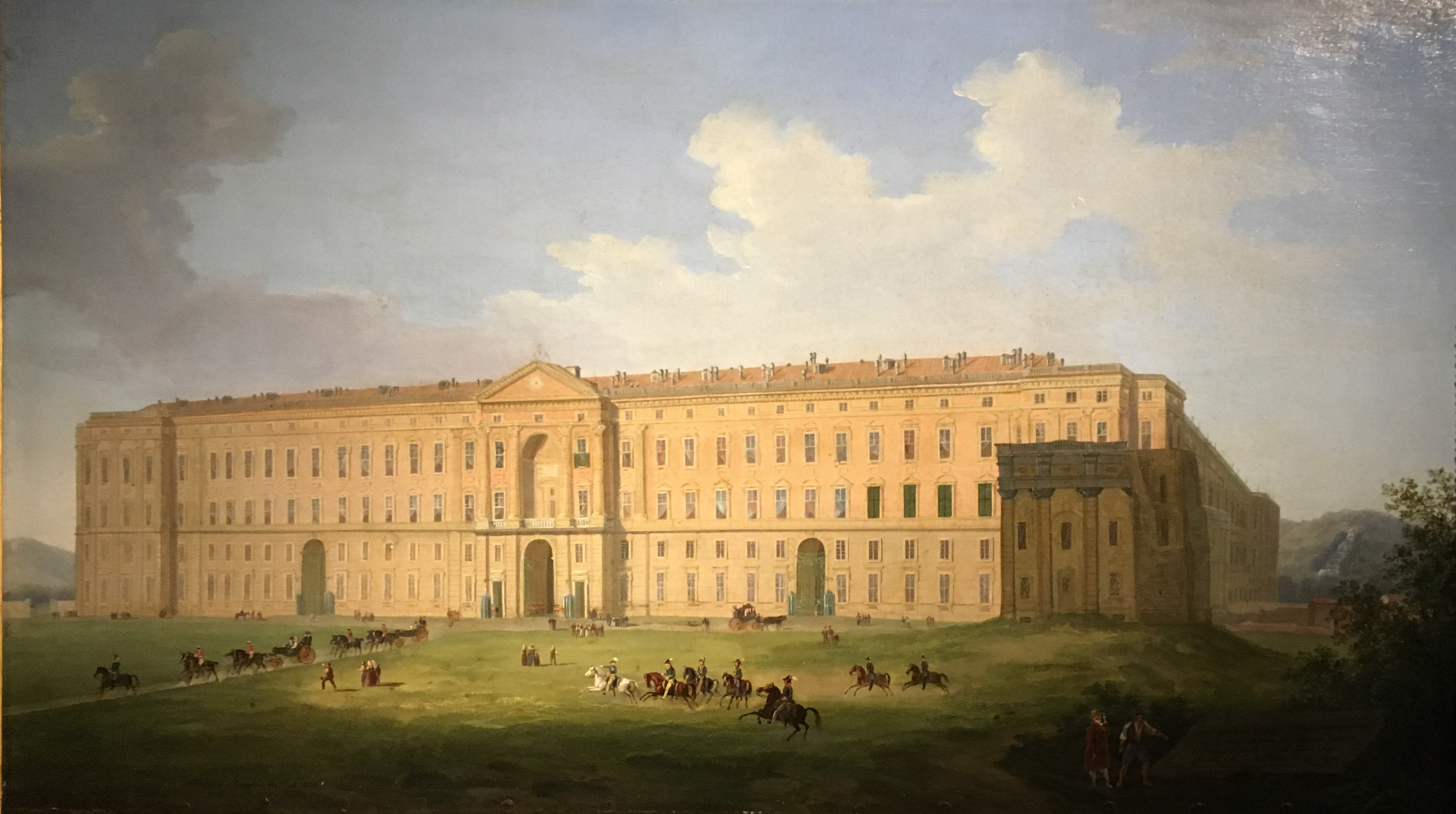
La façade du palais de Caserte, du côté de la ville, vers 1828.

La bourrasque révolutionnaire et les guerres napoléoniennes achevées, les Bourbon réinvestissent le palais, qui ne sert toutefois que lors de séjours hivernaux entre les mois de décembre et de janvier, ainsi que pour de courtes visites au printemps. Ainsi, le 8 décembre 1816, c'est à Caserte que le roi Ferdinand signe le décret (plus tard appelé « loi fondamentale du royaume ») unifiant les royaumes de Naples et de Sicile, en supprimant ces deux précédentes entités, pour créer le royaume des Deux-Siciles, le plus grand État de la péninsule italienne.
Les travaux de décoration se poursuivent dans la première moitié du siècle, et c'est seulement en 1845, que les derniers aménagements seront finalisés.

Dans son roman Le Guépard, Giuseppe Tomasi di Lampedusa livre une description des audiences du roi Ferdinand II à Caserte, qui permet de se figurer ce à quoi pouvait ressembler la cour du roi des Deux-Siciles au milieu du XIXe siècle : 
« À côté du chambellan de service qui le guidait en bavardant, son bicorne sous le bras et les dernières grossièretés napolitaines à la bouche, on parcourait les salles interminables d'une architecture magnifique et au mobilier écœurant (exactement comme la monarchie bourbonienne), on enfilait des corridors malpropres et des petits escaliers mal tenus et on débouchait dans une antichambre où beaucoup de gens attendaient : des visages fermés de sbires, des visages avides de quémandeurs recommandés. Le chambellan s'excusait, permettait de dépasser l'obstacle de cette canaille, et vous pilotait vers une autre antichambre, celle réservée aux gens de Cour : une petite pièce azur et argent ; au bout d'une courte attente, un domestique grattait à la porte et on était admis devant la Présence Auguste. »
Le 22 mai 1859, Ferdinand II meurt au palais de Caserte, après un voyage à Bari où il était allé accueillir la princesse Marie-Sophie de Bavière, nouvelle épouse de son fils et héritier François, alors duc de Calabre. Il est ainsi le seul monarque mort au palais et le court règne de son fils, marqué par l'expédition des Milles et l'invasion piémontaise, se termine par l'annexion des Deux-Siciles par les États de la maison de Savoie, et la fondation du royaume d'Italie.

### Un avenir incertain, entre musée et caserne
Dès 1866, le palais de Caserte reçoit plusieurs grands tableaux historiques ainsi que du mobilier Empire datant du règne de Murat et provenant du palais de Portici. Vers 1869, le palais commence à être régulièrement ouvert aux curieux : pour le prix d'une lire payable au bureau de l'intendant royal du palais royal de Naples, on pouvait accéder aux appartements royaux de 9 h à 16 h. Caserte sera finalement cédé à l'État italien par le roi Victor-Emmanuel III en 1919, avec d'autres anciennes résidences royales comme le palais royal de Naples, Capodimonte, Carditello ou le casino Fusaro. C'est la véritable naissance du musée de Caserte.
Dans le même temps, au sein du gigantesque palais, cohabitent non seulement ce musée mais également des élèves-officiers de l'armée italienne : en 1888, sous le règne d'Humbert Ier, des parties du palais sont en effet attribuées à l'école des sous-officiers, qui cèdera la place, en 1896, à l'académie de la Garde des finances. En 1926, Mussolini attribue le palais à l'académie de l'armée de l'air italienne.
En 1943, lorsque les Alliés libèrent l'Italie, le palais est choisi comme quartier général du commandement suprême des forces alliées dans la région méditerranéenne et, en avril 1945, c'est à Caserte qu'est signée la capitulation des troupes allemandes en Italie. Le premier procès pour crimes de guerre organisé par les Alliés se tient la même année au palais : le général allemand Anton Dostler y est condamné à mort et sera exécuté non loin de là, à Aversa.

### La restauration et l'ouverture au public

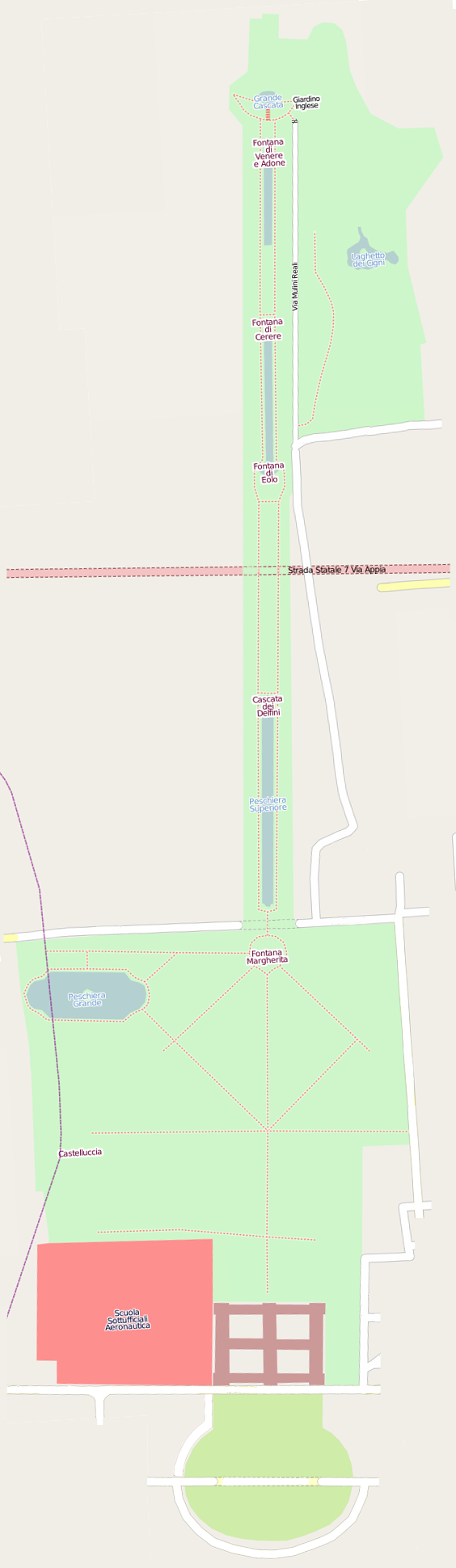
Plan du palais de Caserte et de ses jardins.

Au sortir de la guerre, le palais a subi de lourds dommages. D'importants travaux de restauration sont engagés, notamment dans le parc qui a été laissé à l'abandon : les parterres de buis et les plans de certaines fontaines doivent être recherchés dans les originaux de Luigi Vanvitelli pour être restitués. Dans les appartements, le mobilier, la bibliothèque et la galerie de peintures, qui avaient été déplacés vers d'autres palais pendant le conflit, retrouvent leurs emplacements d'origine grâce à un travail de recherches dans des documents anciens.
Les travaux sont terminés en 1958 et le musée (appartements royaux, chapelle palatine, théâtre et jardins) est ouvert au public, tandis que le reste du palais est attribué à des associations historiques, patrimoniales et touristiques municipales.
En 1994, le président de la République italienne, Oscar Luigi Scalfaro, réunit les chefs d'État du G7 au cours d'un dîner à Caserte. Trois ans plus tard, le palais et le domaine sont classés au patrimoine mondial de l'UNESCO.
Aujourd'hui, Caserte attire entre 800 000 et un million de visiteurs par an, soit six fois moins que son modèle, Versailles. Cependant, le ministère italien de la Culture et les fonds européens permettent un meilleur entretien et une plus grande mise en valeur du palais des rois des Deux-Siciles.

## Architecture

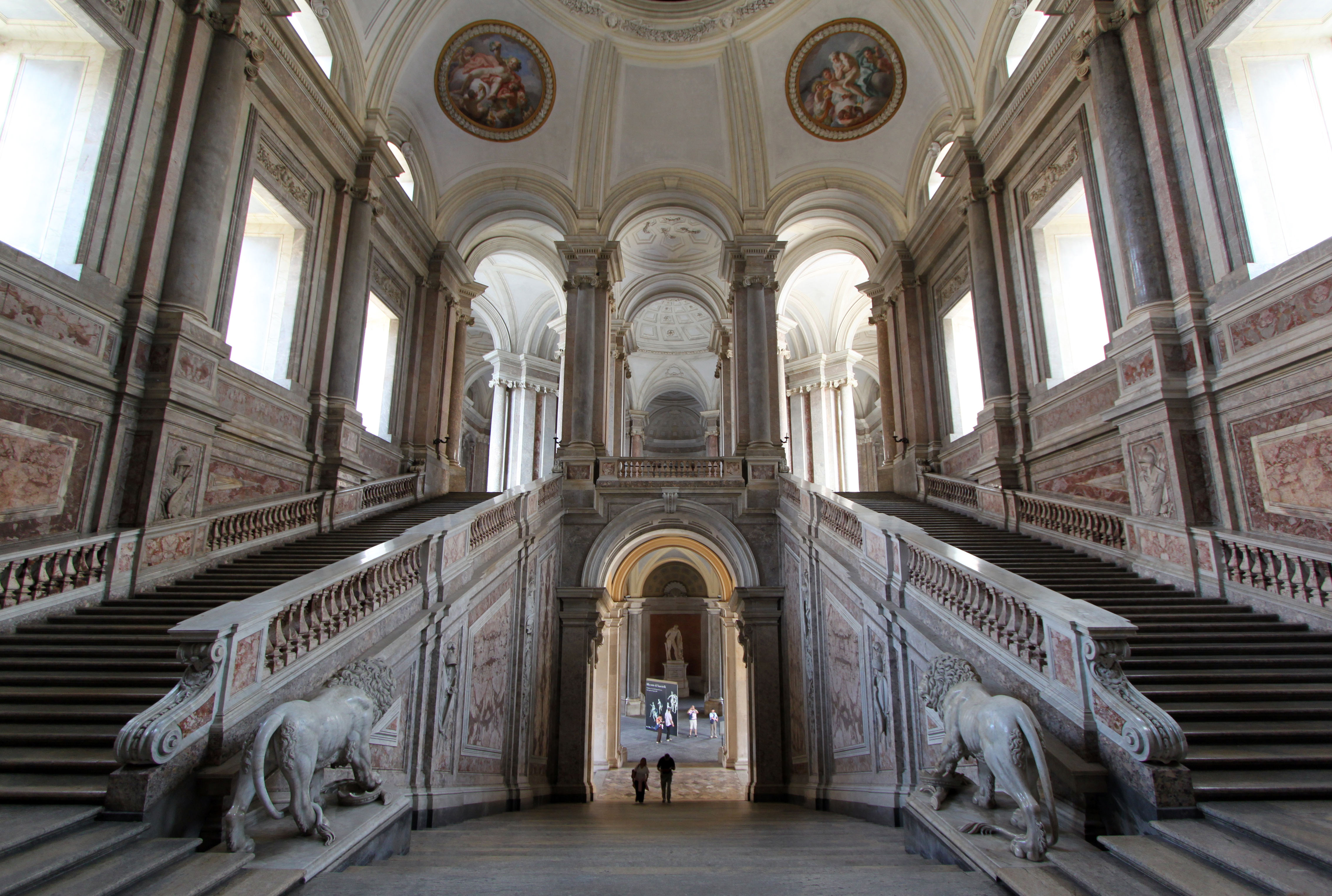
L'escalier monumental.

Le « Versailles napolitain » voulu par Charles de Bourbon se traduit, sous la supervision de Luigi Vanvitelli, digne représentant de la tendance classiciste européenne, par un langage architectural équilibré et rigoureux.
L'édifice, situé comme à Versailles, sur une immense esplanade distribuant trois allées en patte d'oie, la place Charles de Bourbon, se déploie en une immense structure linéaire qui englobe en son sein quatre cours identiques. À l'implantation architectonique régulière, avec ses longues façades encadrées aux angles par des corps légèrement saillants, correspond une distribution rigoureuse des espaces intérieurs, articulés selon des exigences de fonctionnalité et de représentation précises.
Du portail central, qui s'ouvre sur la façade en travertin et terre cuite au-dessus d'un socle en bossage, on accède à une galerie à trois nefs, reliées par autant de couloirs. Du couloir principal part l'escalier monumental qui monte à la chapelle palatine et aux appartements royaux, décorés et aménagés entre la fin du XVIIIe siècle et la première moitié du XIXe siècle, par des artistes et des artisans locaux.

### Le théâtre

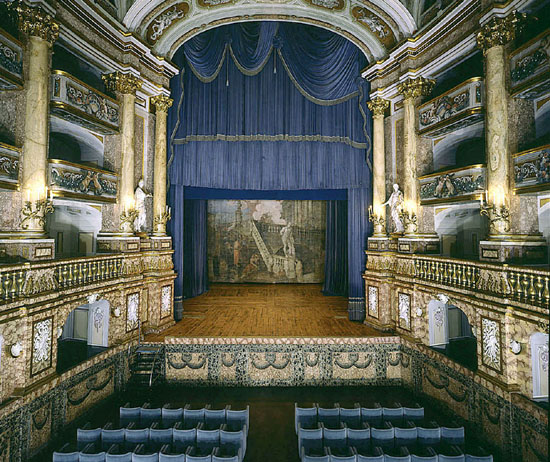
Le théâtre du palais.

Le théâtre du palais, également conçu par Vanvitelli, présente de fortes similitudes avec le théâtre San Carlo de Naples. Composé d'une loge royale, de cinq séries de loges et d'un parterre, il accueillait la famille royale et la cour, dans un décor de damas bleu et de dorures.
La très petite scène disposait de la technologie la plus avancée : le fond de scène pouvait en effet être ouvert sur le parc, créant un décor naturel.
La première représentation donnée au théâtre de Caserte, le 5 mai 1769, est l'opéra L'incoronazione di Poppea de Claudio Monteverdi. Cependant, le théâtre demeurera pratiquement inactif après le règne du roi Ferdinand.

## Le parc

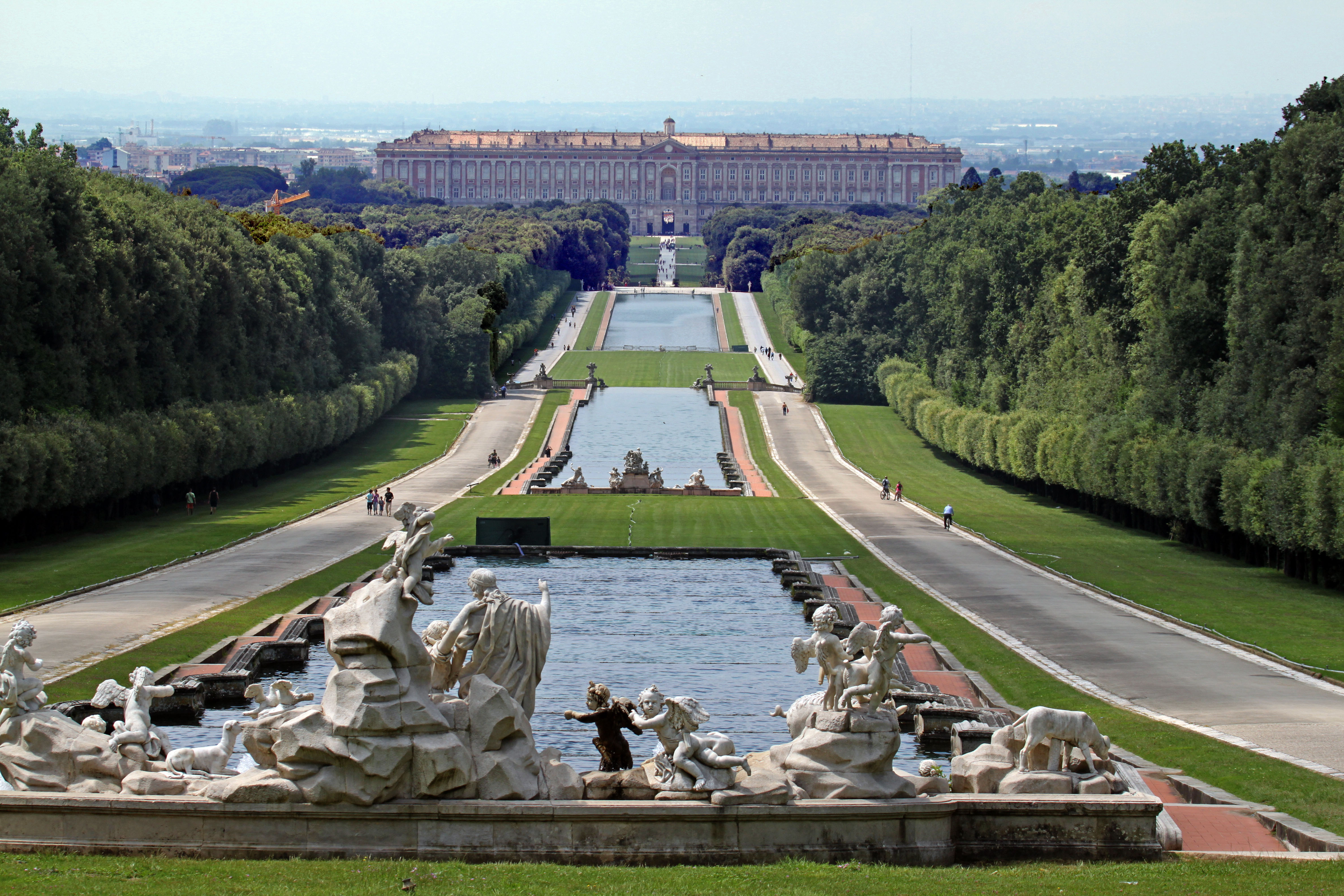
Le palais vu depuis les jardins.

Le parc s'étend sur 120 hectares derrière le palais, en partie sur un terrain de collines. De style baroque, il s'inspire du parc du château de Versailles.
Face au centre de la façade postérieure du palais s'ouvre une très longue allée agrémentée de fontaines, bassins et cascades artificielles en succession. De l'allée principale partent des allées transversales plus petites qui s'enfoncent dans une végétation assez dense, qui fait place ensuite à d'autres fontaines ornées de statues mythologiques, un bassin à poissons et un lac de cygnes.

Le parc est donc tout entier construit d'après le modèle italien, géométrique et rationnel.

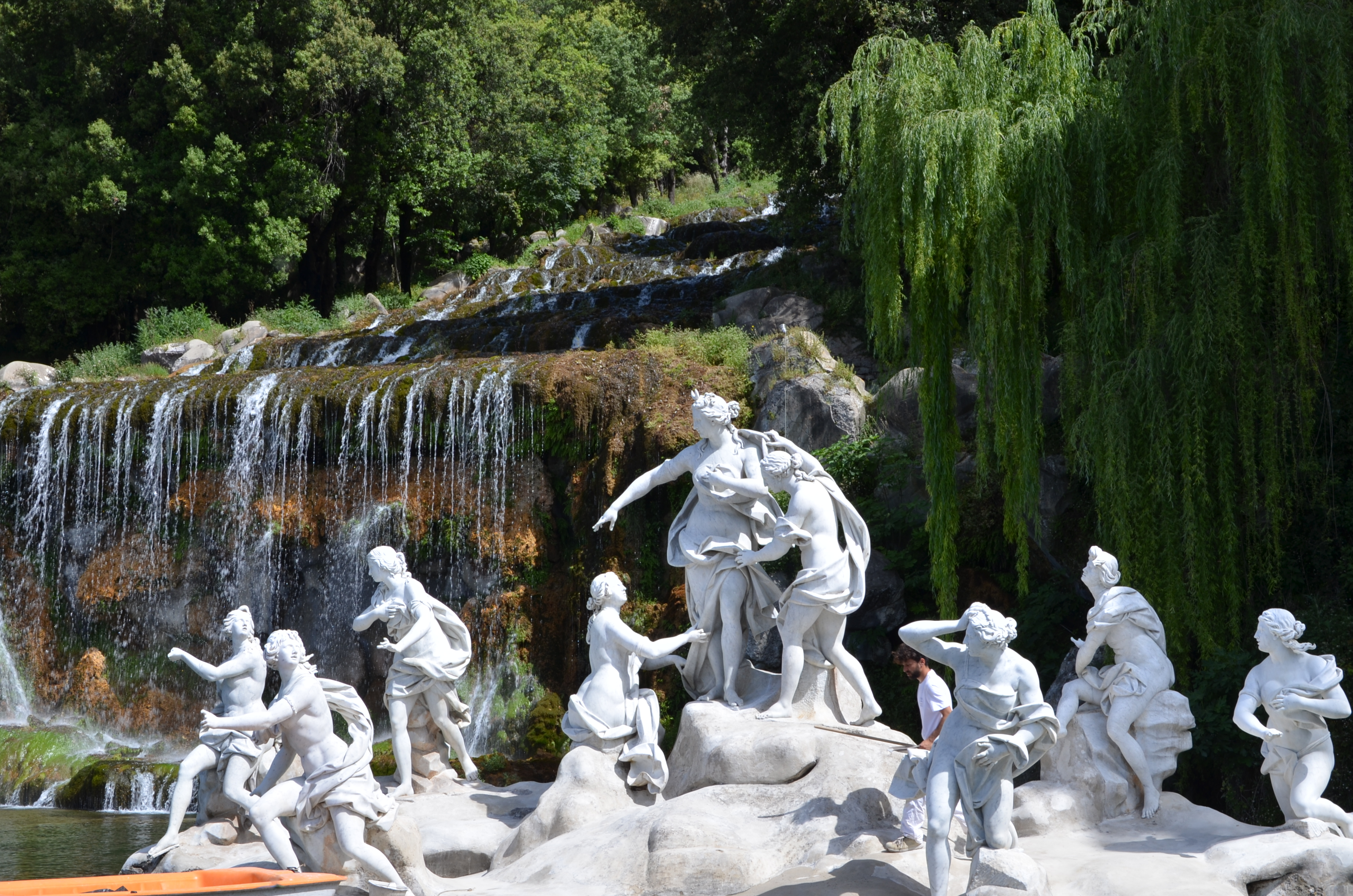
La fontaine de Diane et d'Actéon.

Pour l'approvisionnement de l'eau nécessaire au fonctionnement de tous les éléments du parc, Vanvitelli a dû spécialement construire un aqueduc qui parcourt la campagne sur de nombreux kilomètres.

## Lieu de tournages

### Cinéma
Le palais peut être reconnu dans certains passages des films La Tempête (Alberto Lattuada, 1958), Madame Sans-Gêne (Christian-Jaque, 1961), Waterloo (Sergueï Bondartchouk, 1970), Le Purificateur (Brian Helgeland, 2003), Mission Impossible 3 (J. J. Abrams, 2006), Anges et Démons (Ron Howard, 2009), et Conclave (Edward Berger, 2024).
C'est à Caserte que furent tournées les scènes du palais de Theed dans les films Star Wars, épisode I : La Menace fantôme et Star Wars, épisode II : L'Attaque des clones.

### Télévision

#### Émission
En 2012 et en 2016, des équipes de l'émission Secrets d'Histoire ont tourné plusieurs séquences au palais dans le cadre de numéros consacrés à Marie-Caroline d'Autriche et à Caroline Bonaparte, respectivement intitulés :
- Marie-Caroline, l'indomptable reine de Naples et de Sicile, diffusé le 28 août 2012 sur France 2[10],
- et Caroline, née Bonaparte, épouse Murat, diffusé le 27 juillet 2017 sur France 2[11].

#### Série
Le palais est un des lieux de tournage de la série The Great, où il sert de représentation du palais impérial de Catherine II de Russie.